# Poblado íbero de La Esquerda

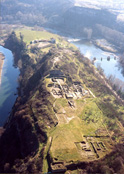
Fotografía aérea del yacimiento.

El poblado íbero de La Esquerda se encuentra en el límite de los términos municipales de Roda de Ter y Les Masies de Roda, en la comarca de Osona, provincia de Barcelona. Siglo VIII a. C. - siglo XIV.

## Situación geográfica
El yacimiento arqueológico de La Esquerda se encuentra situado en la península de 12 ha que dibuja el río Ter a su paso por la población de Roda de Ter. El lugar, está elevado unos treinta o cuarenta metros del curso del río, confiere unas características estratégicas de defensa y control del territorio excelentes. Además, su situación en un punto intermedio entre la Plana de Vich y la zona más montañosa de las Guillerias le permite el acceso a recursos naturales diversificados. La confluencia de estas características explica la larga ocupación del asentamiento, que abarca desde el bronce final hasta época bajo medieval.

## Historia de las investigaciones arqueológicas
A principios del siglo pasado se efectuaron las primeras intervenciones en la zona por parte de aficionados locales. En 1977 se inician las excavaciones arqueológicas sistemáticas por parte de un equipo interdisciplinario de la Universidad de Barcelona, dirigido por la doctora I. Ollich. Los primeros trabajos se centraron en la necrópolis situada alrededor de la iglesia medieval y en las casas que se organizan a su alrededor. Desde ese momento las excavaciones han continuado en el sector medieval, y desde 2007 también con la codirección de O. Amblàs. En 1981, varias catas efectuadas en la zona de la muralla confirmaron la presencia de restos de la Edad del Bronce de época ibérica en aquel lugar. Desde 1982, y con la codirección de M. de Rocafiguera, excava también anualmente en esta zona, donde se han puesto al descubierto las estructuras de un opiddum ibérico datable entre los siglos V y IV a. C. Las últimas campañas de excavación han puesto de manifiesto la presencia de un campo de silos de época alto medieval - visigótica en esta misma zona.

## Historia

### Bronce final
La primera ocupación documentada en la península de La Esquerda se sitúa en el bronce final (siglo VIII a. C.), con la presencia de diversos fondos de cabañas y material cerámico disperso y fragmentado.

### Mundo ibérico

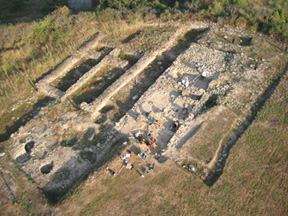
Excavación en el área ibérica.

Unos siglos más tarde (siglo V-IV a. C.) se construyó en la zona un oppidum ibérico , protegido por una potente muralla que cierra el único acceso posible a la península. El poblado acogía diversas estructuras del hábitat, y dos talleres, uno cerámico y otro de metalurgia. Una calle longitudinal, orientado de norte a sur y originado en la puerta principal del poblado, organizaba todo el espacio interior. Este eje se mantuvo durante toda la vida del poblado.
A finales del siglo III a. C., o a inicios del siglo II a. C., el poblado sufrió un grave incendio que comportó la destrucción de diversas estructuras, entre ellas la muralla. Pocos años más tarde, el poblado se rehízo, construyendo una nueva muralla unos metros más avanzada que la anterior y cambiando la puerta de acceso al poblado, que dejó de situarse en el tramo central del sistema defensivo, para pasar al extremo este del mismo. Esta nueva ocupación duró hasta el siglo I a. C.

### Época romana
En este momento, se abre un paréntesis en que no se documenta empleo en la zona. Este hecho se explica por cambios en el modelo de poblamiento que provocó la romanización. Así, una vez pacificado el territorio tras la conquista romana, muchos de los antiguos poblados ibéricos, situados en lugares encumbrados, pierden su función defensiva y de control del territorio y se abandonan. La población se traslada entonces a la página, en puntos cercanos a los campos de cultivo. Es este el momento de la «Auso» romana-actual Vich-y las villas de su alrededor, que adquieren cada vez un mayor protagonismo.

### Período visigótico
La entrada de los pueblos germánicos a lo largo de los siglos IV-VII, ocupó de nuevo la península de La Esquerda. La inestabilidad que supuso su llegada provocó el retorno de la población en puntos de fácil defensa y control del territorio, que ya habían sido ocupados anteriormente. Las excavaciones nos confirman la presencia visigoda en la zona, como pone de manifiesto el descubrimiento de un campos de silos excavados en la parte norte del yacimiento.

### Musulmanes y carolingios
Una nueva invasión, en este caso la musulmana a inicios del siglo VIII, provocó de nuevo un cambio en el control de los centros políticos y económicos del territorio, hasta este momento en manos de los visigodos. El paso de los ejércitos musulmanes por Osona en su avance hacia los Pirineos, provocó la destrucción de la sede visigótica de Ausona y de diversas fortalezas del entorno, situación que comportó la huida de la población hacia lugares escondidos de las montañas del alrededor.
En el intento de los francos carolingios de frenar la avanzada musulmana crearon una línea de defensa a lo largo del Ter. En La Esquerda se emplazaron torres de vigía de madera, sostenidas mediante encajes en la roca, y situadas en el punto más elevado del yacimiento. Sin embargo, esa frontera del Ter, sin un apoyo humano suficiente, no pudo resistir a la revuelta de Aysun, un dirigente indígena musulmán sublevado contra el nuevo poder franco. Éste destruyó el asentamiento carolingio y, como habían hecho años antes los mismos francos, adoptó La Esquerda como base de operaciones. Este ataque supuso el retroceso de los carolingios hacia el norte, y no será hasta el 875, con Wifredo el Velloso, que se reestructurará la administración carolingia sobre una base poblacional de recién llegados.
Desde ese momento, y hasta inicios del siglo X no tenemos noticias de La Esquerda, ni a nivel arqueológico ni documental. En el año 927, un documento menciona una donación de tierras a la iglesia de San Pedro de Rodas. La iglesia de ese momento era de dimensiones más reducidas que los restos visibles actualmente, y seguramente edificada con materiales más sencillos. Hay que asociar a este momento las tumbas antropomorfas excavadas en la roca que se distribuyen en su entorno.

### Época bajo medieval
A inicios del siglo XI se produce una nueva estructuración en La Esquerda. Por una parte, se edificó una nueva iglesia siguiendo las nuevas técnicas del primer románico, San Pedro de Roda, consagrada en el año 1042, en época del obispo-abad Oliba. En este momento, el pueblo crece entorno del edificio religioso: junto con las viviendas se construían talleres, hornos y espacios comunales. A lo largo de todo el periodo medieval se efectuaron diversas reformas al viejo sistema defensivo de época ibérica.
Hasta mediados del siglo XIII el poblado experimenta un crecimiento constante. Se ha calculado que podría llegar a acoger un centenar de casas y unas quinientas personas en el momento de máxima ocupación. A finales del siglo XIII y principios del siglo XIV, la tendencia se invierte. Las luchas feudales entre la casa de Cabrera, señores de la zona, y el obispado de Vic -aliados con el rey-, provocó el progresivo abandono de la zona a favor del empleo del actual núcleo de Roda de Ter, más próximo al puente y a las vías de comunicación. La documentación, a nivel arqueológico, de varios edificios incendiados se podrían relacionar con estos hechos.